# Wolfgang do Palatinado-Zweibrücken
Wolfgang do Palatinado-Zweibrücken (em alemão:  Wolfgang von Pfalz-Zweibrücken; 26 de setembro de 1526 – 11 de junho de 1569) foi um príncipe alemão membro do ramo palatino da dinastia de Wittelsbach. Foi conde palatino do Reno (Pfalzgraf bei Rhein) e Duque do Palatinado-Zweibrücken de 1532 a 1569.

## Biografia
Wolgang era o único filho de Luís II do Palatinado-Zweibrücken e de sua mulher Isabel de Hesse, filha do conde Guilherme I, Landegrave de Hesse. O seu pai morreu em 1532, quando ele tinha apenas 6 anos, pelo que seu tio, Roberto, assegurou a regência do Palatinado-Zweibrücken até 1543.
Em 1548 o imperador Carlos V ocupou os seus territórios protestantes e reintroduziu as práticas Católicas. Esta imposição terminou em 1552. A Paz de Augsburgo de 1555 pôs fim ao conflito religioso e, em 1557, vários estados eclesiásticos na Alemanha foram secularisados, tendo Wolfgang obtido alguns deles. Em 1566, serviu como oficial de cavalaria nas guerras contra o Império Otomano.
Em 1559, com a morte do seu primo Otão Henrique, Wolfgang recebeu o ducado do Palatinado-Neuburgo de acordo com os termos do Tratado de Sucessão de  Heidelberga, celebrado em 1553, envolvendo representantes das diversas linhagens do ramo palatino da Casa de Wittelsbach.
Em 1569 foi em socorro dos Huguenotes franceses com 14 mil mercenários durante a "terceira guerra" das Guerras religiosas em França, sendo a sua intervenção financiada pela rainha Isabel I de Inglaterra. Invadiu a Borgonha, sendo morto durante o conflito.
Wolfgang foi sepultado em Meisenheim.

## Casamento e descendência
Wolfgang casou em 1545 com Ana de Hesse, filha do conde Filipe I de Hesse, com quem teve uma larga descendência:
- Cristina (Christine) (1546-1619);
- Filipe Luís (Philipp Ludwig) (1547–1614), Duque do Palatinado-Neuburgo, casou com Ana de Cleves;
- João (Johann) (1550–1604), Duque do Palatinado-Zweibrücken, casou com Madalena de Cleves (sua cunhada), com descendência;
- Doroteis Inês (Dorothea Agnes) (1551–1552);
- Isabel (Elisabeth) (1553–1554);
- Ana (Anna) (1554–1576);
- Isabel (Elisabeth) (1555–1625);
- Otão Henrique (Otto Heinrich), Duque do Palatinado-Sulzbach (1556–1604);
- Frederico (Friedrich) (1557–1597), Duque do Palatinado-Zweibrücken-Vohenstrauss-Parkstein, sem descendência;
- Bárbara (Barbara) (1559 – 1618), casou com Godofredo (Gottfried), Conde de Oettingen-Oettingen;
- Carlos (Karl) (1560–1600), duque do Palatinado-Zweibrücken-Birkenfeld, casou com Doroteia de Brunswick-Lüneburgo, com descendência;
- Maria Isabel (Maria Elisabeth) (1561–1629), casou com Emich XII, Conde de Leiningen-Dagsburg-Hardenburg;
- Susana (Susanna) (1564–1565).

## Sucessão
Após a sua morte, os estados de Wolfgang foram divididos entre os seus cinco filhos varões. Contudo, apenas três deles tiveram descendência, originando diferentes linhas dinásticas:
- Filipe Luís, originou a linha do Palatinado-Neuburgo (extinta em linha masculina em 1789);
- João, originou a linha do Palatinado-Zweibrücken (extinta em linha masculina em 1718 com a morte de Carlos XII da Suécia);
- Carlos, originou a linha do Palatinado-Birkenfeld (a única que perdurou até à atualidade).

Os outros dois filhos, Otão Henrique e Frederico, não tiveram descendência.